# Hechtia pedicellata
Hechtia pedicellata är en gräsväxtart som beskrevs av Sereno Watson. Hechtia pedicellata ingår i släktet Hechtia och familjen Bromeliaceae. Inga underarter finns listade i Catalogue of Life.